# HD 203
HD 203，又名CD-23 4，SAO 166053、HR 9，是一颗恒星，视星等为6.18，位于銀經52.21，銀緯-79.14，其B1900.0坐标为赤經0h 1m 43s，赤緯-23° -79.14′ 47″。